# Frans Pourbus (II)

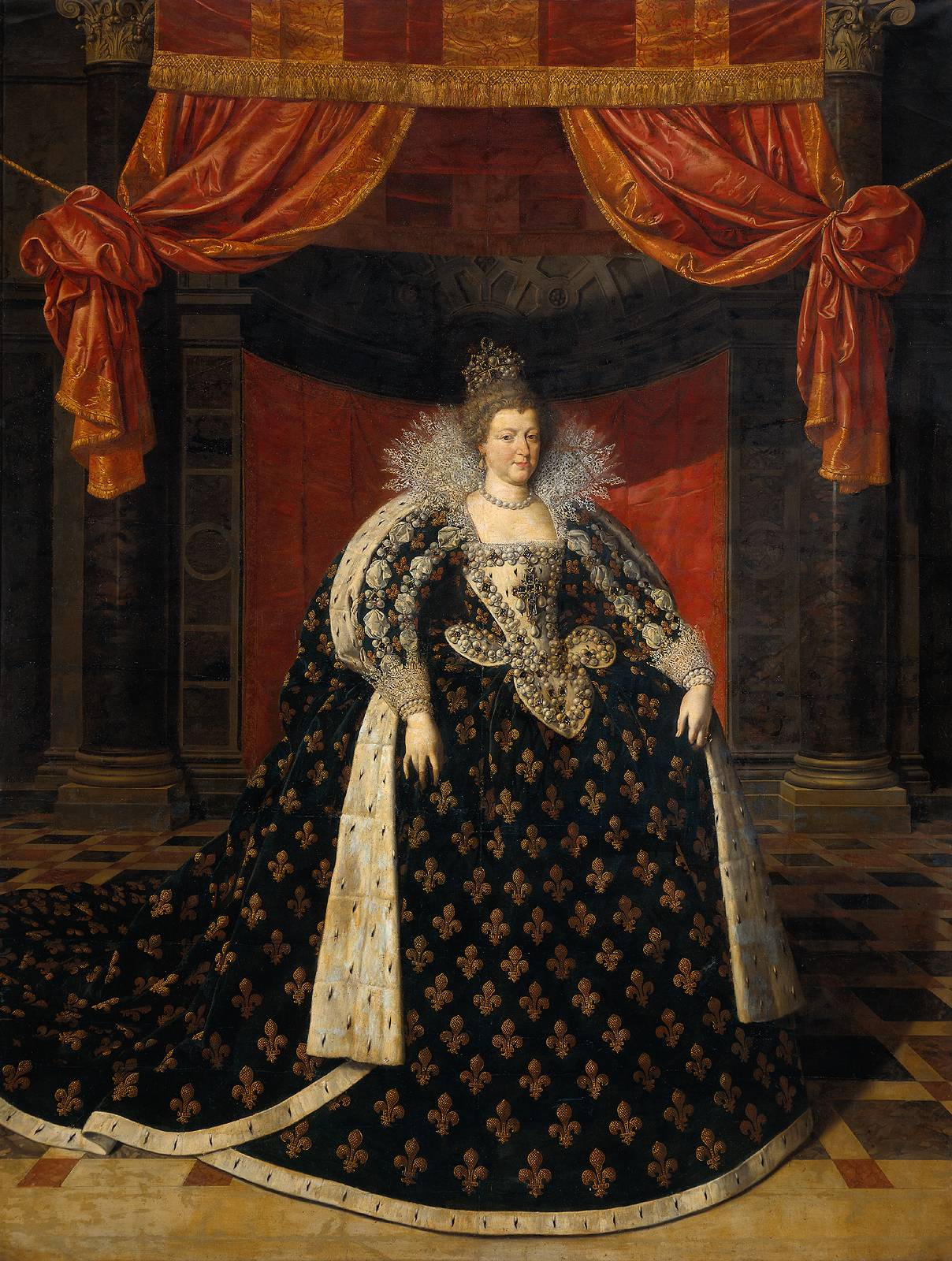
Frans Pourbus de Jongere - Maria de Medici

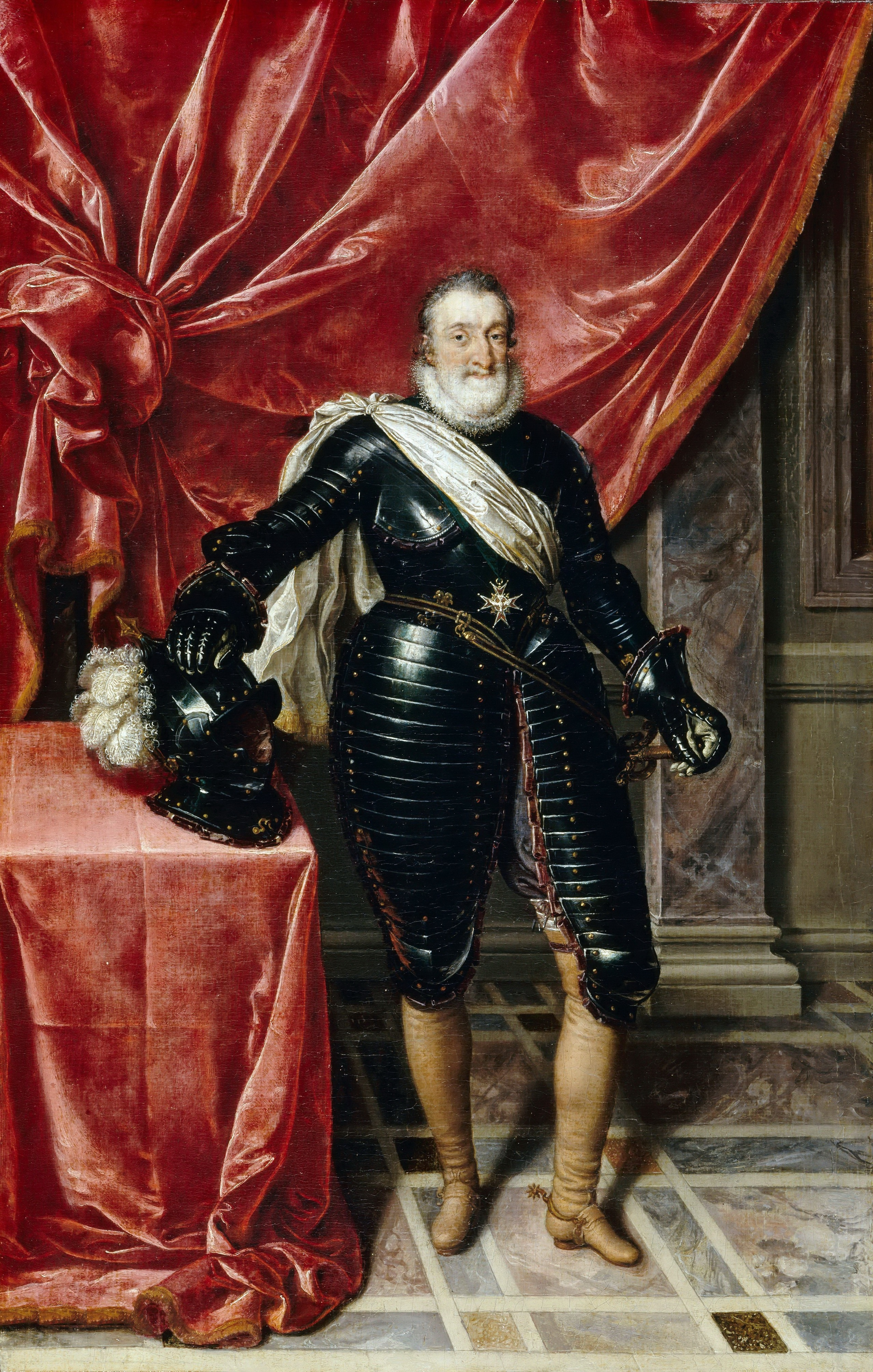
Frans Pourbus de Jongere - Hendrik IV

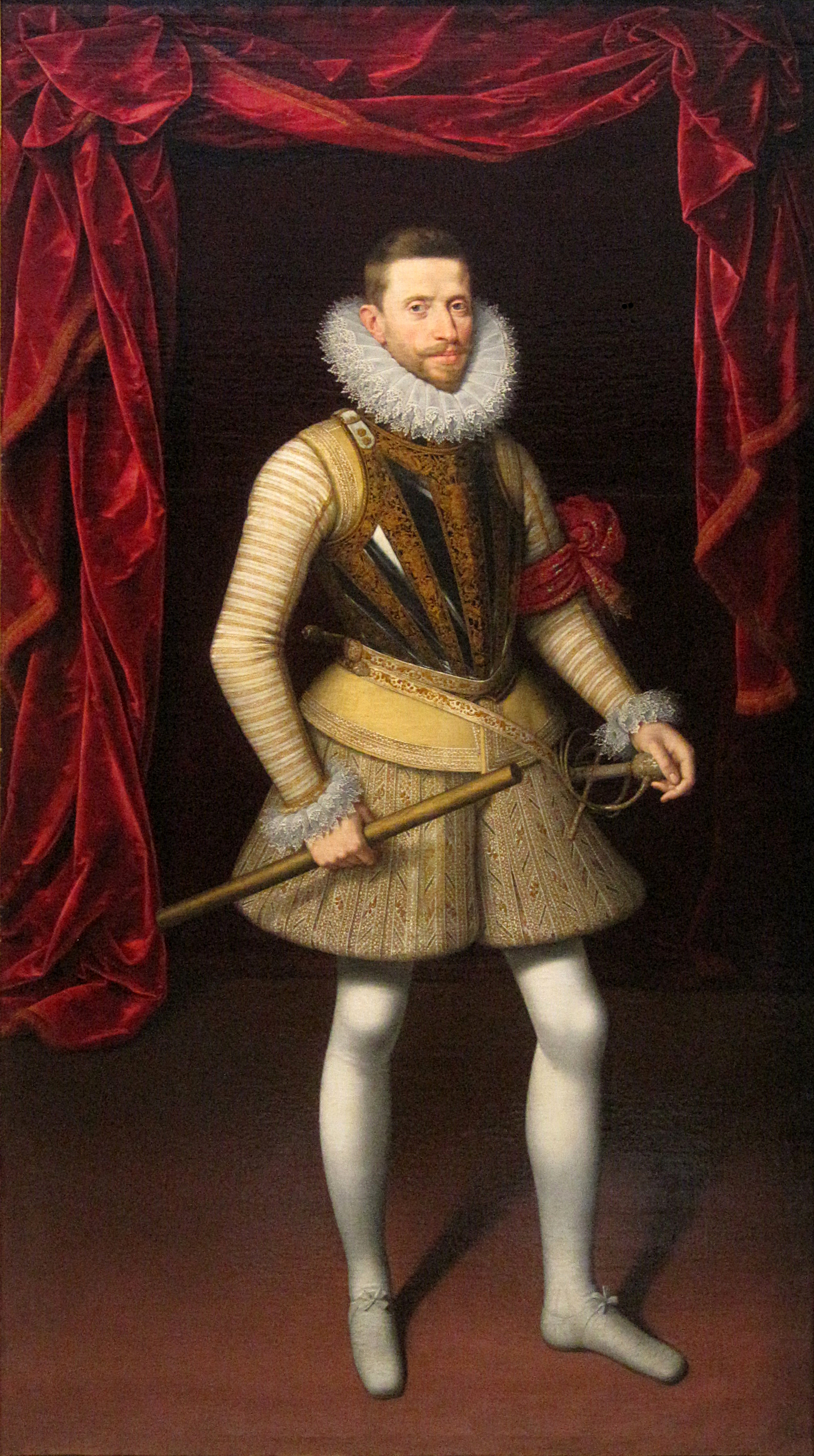
Portret van Albert Van Oostenrijk (1599-1600) klooster van Las Descalzas Reales van Madrid (stad).

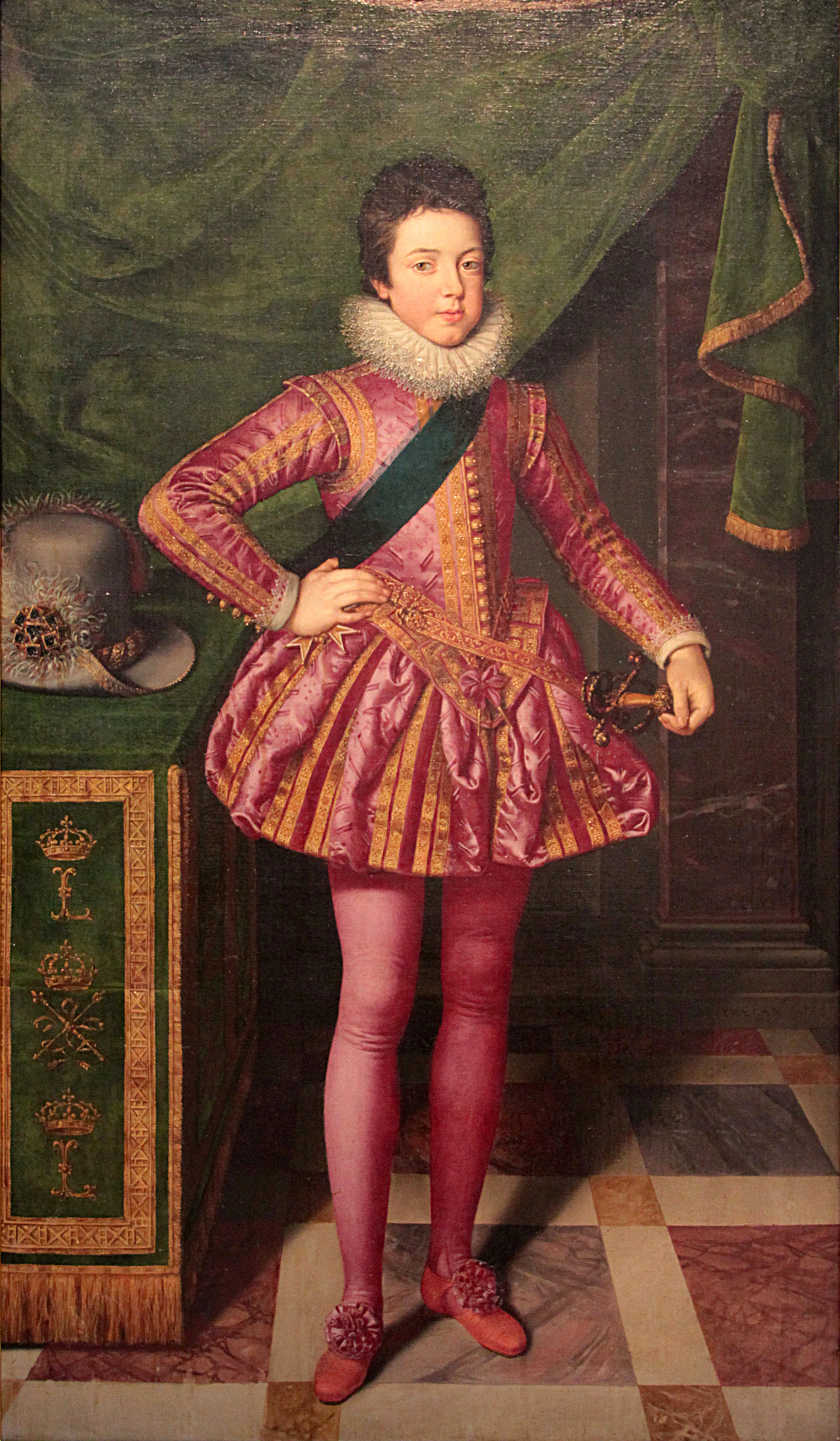
Portret van Louis XIII van Frankrijk (1611), Palazzo Pitti te Florence (stad).

Frans Pourbus (II) (Antwerpen, najaar 1569 – Parijs, begraven 19 februari 1622), ook Frans Pourbus de Jongere genoemd, was een Brabants kunstschilder en zoon van Frans Pourbus (I). Het oeuvre van Pourbus is lange tijd quasi onbestudeerd gebleven. De kunsthistorische aandacht ging steeds naar zijn voorouders of naar zijn Antwerpse tijdgenoot Peter Paul Rubens (1577-1640). Nochtans is het werk van deze kunstenaar een belangrijk schakelpunt in de ontwikkeling van de Nederlandse portretkunst: hij synthetiseerde de ontwikkelingen uit de 16e eeuw en vormde een overgang van renaissance naar de 17e-eeuwse barok.

## 1591-1600: Francisco Pourbus fecit
Als zoon en kleinzoon van enkele vertegenwoordigers van de Nederlandse renaissance, was er voor Pourbus reeds bij zijn geboorte, rond 1569, een bloeiende carrière weggelegd. Grootvader Pieter Pourbus (1524-1584) had zijn zoon Frans Pourbus de Oudere (ca. 1545-1581) naar Antwerpen gestuurd om er in de leer te gaan bij Vlaanderens grootste kunstenaarsfamilie van dat moment: de Vriendt. Frans werkte er in het beroemde schildersatelier van Frans Floris (1519/20-1570) en huwde met Suzanna, de dochter van architect Cornelis Floris II (1514-1575). Met haar kreeg hij vier kinderen: Pieter, Frans, Sarah en Suzanna, maar zij stierf reeds in 1576 en Frans huwde een tweede maal, met Anna Mahieu, met wie hij nog een zoontje, Mozes, kreeg.
Net als zijn vader blonk Frans de Oudere uit in zijn portretwerken. Pieter was portrettist van de Brugse burgerij, Frans de Oudere breidde zijn cliënteel uit tot Gent en Antwerpen en onder hen bevonden zich enkele belangrijke figuren uit het woelige begin van de Tachtigjarige Oorlog.
Frans Pourbus de Oudere stierf in 1581 na een koortsaanval. Zijn dochtertjes werden opgevangen door hun oom Cornelis III Floris (1551-1615), de twaalfjarige Frans ging bij zijn grootvader Pieter in Brugge wonen. Hier werd de opleiding die door zijn vader begonnen was, verdergezet. “Fransken” had talent. Dat bewijst een werkje dat hij signeerde toen hij amper tien jaar was, en grootvader Pieter leerde zijn getalenteerde kleinzoon de knepen van de portretschilderkunst. Maar Pieter stierf in 1584 en de vijftienjarige Frans was nog niet oud genoeg om een zelfstandig meester te kunnen worden.
Waar hij dan terechtkomt, is tot nu toe een onopgeloste vraag. Verschillende namen uit de Antwerpse renaissance komen bij het onderzoek ernaar tevoorschijn, maar er is voor niet één een sluitend bewijs te vinden. Een belangrijk feit is wel, dat wanneer Frans Pourbus de Jongere in 1591 meester in Antwerpen wordt, een van zijn eerste gesigneerde werken een portret is van Frans Francken (I) (1542-1616), een kunstenaar die samen met vader Frans Pourbus en zijn broers Hiëronymus (1540-1610) en Ambrosius Francken (1544-1618) in het Floris-atelier had gewerkt. Mogelijk is dit een eerbetoon aan zijn leermeester, maar elk verder bewijs ontbreekt echter.
Frans ontwikkelt zich al zeer snel als getalenteerd portrettist en krijgt opdrachten vanuit de toplaag van de Antwerpse burgerij. Ook trekt hij de aandacht van leden van het Brusselse hof. Zo portretteert hij in 1592 een van de raadgevers van koning Filips II (1527-1598) van Spanje, Nicolaas Hellincx, en zijn echtgenote. In hetzelfde jaar vereeuwigt hij de geneesheer van aartshertog Ernst van Oostenrijk, de Leuvense professor Petrus Richardus. Daarnaast zijn er nog talloze portretten terug te vinden van mensen uit de rijke burgerij en adel.
De stijl van deze werken sluit nauw aan bij de 16e-eeuwse traditionele portretkunst, zoals we ze kennen van Pieter en Frans de Oudere, maar ook van Anthonie Mor (ca.1517-1577), Willem (actief 1542-1568) en Adriaan Tomasz. Key (1544-1590), Frans Floris en Otto van Veen (ca.1556-1629). Het grote verschil tussen het werk van Frans de Jongere en dat van zijn voorgangers is dat hij, door het zeer nauw gedetailleerd registreren van de figuren, ze meer menselijk maakt. Ze lijken meer van vlees en bloed. Deze tendens wordt enkele jaren later verder uitgewerkt door zijn beroemdere tijdgenoot Rubens en vormt zo de overgang naar de barokke portretkunst.
In 1599 krijgt de jonge meester een opdracht van de kersverse aartshertogen Albrecht (1559-1621) en Isabella (1566-1633). Hij vereeuwigt het Habsburgse koppel en zijn werk wordt de basis voor de iconografie van de aartshertogen, die ontstaat als propaganda voor katholieke zijde tijdens de Opstand. Deze portretten zijn sterk verschillend van de burgerlijke portretten, omdat de Habsburgers, en vooral de Spaanse Habsburgers, een strikt idee hadden van hoe ze wilden voorgesteld worden. Ze moesten statisch, afstandelijk, zonder emoties, maar wel in al hun pracht en praal, vereeuwigd worden. Ze werden onomstootbare iconen en moesten de hiërarchie van de maatschappij bevestigen. Pourbus vond deze stijl uiteraard niet uit. Hij nam ze over van zijn voorgangers uit Spanje, die het op hun beurt hadden geleerd van de Utrechtse Anthonie Mor.

## 1600-1609: Franscus Pourbus Junior Antvers faciebat a Mantova
De portretten van Pourbus vallen in de smaak bij de Europese adel, ook uit niet-Habsburgse gebieden. De hertog van Mantua, Vincenzo I Gonzaga (1562-1612), merkt tijdens zijn reis doorheen de Nederlanden het werk van Pourbus op en biedt hem een plaats aan in Mantua. In oktober 1600 komt Pourbus daar aan en ontmoet er zijn stadsgenoot Peter Paul Rubens. Pourbus’ taak bestaat erin de familie van de hertog te vereeuwigen, zowel zijn gezin in Mantua, als enkele verwanten in de rest van Europa. Hij komt in Innsbruck, Turijn, Rome én Parijs terecht. Hij moet ook een galerij aanleggen van de mooiste vrouwelijke onderdanen van de hertog.
Pourbus’ stijl evolueert stilaan. Hij opent de ruimtes, maakt de personages levendiger door het nauwkeurig uitwerken van de rijke stoffen, gewaden en juwelen van de hertogelijke familie en brengt levendigheid binnen door het gebruik van draperieën in het decor. Dit element komt ook voor in het werk van Rubens uit die periode en beide meesters hebben elkaar zeker beïnvloed. Pourbus’ portretten voor de vrouwengalerij blinken dan weer uit in verstilde eenvoud, hoewel hij niet nalaat de dames in al hun pracht en praal weer te geven. Maar hun verleidelijke blikken zijn eerder ingetogen, waardoor hun gracieuse deugdzaamheid naar voren komt.

## 1609-1622: Franciscus Pourbus; Praefectus Aediles Ludovicum XIII
Tijdens een van zijn reizen wordt Pourbus naar het Franse hof in Parijs gestuurd. In 1609 vraagt de Franse koningin, Maria de' Medici (1573-1642), tevens schoonzuster van Vincenzo Gonzaga, om haar familie opnieuw te portretteren. Frans gaat graag in op de vraag van deze grote mecenas van de vroege barok en hij vervaardigde er het laatste portret “naar het leven” van de Franse koning Hendrik IV (1553-1610), die op 14 mei 1610 wordt neergestoken door de fanatieke katholiek François Ravaillac. In deze woelige omstandigheden lijkt het Pourbus beter van terug te keren naar Mantua, maar de koning-moeder biedt hem aan om in Parijs te blijven en hofschilder te worden van haar en haar zoon, Lodewijk XIII (1601-1643).
Frans Pourbus nestelt zich in de Faubourg Saint-Germain in Parijs en bouwt er een eigen atelier uit, waar hij enkele leerjongens in dienst nam. Er zijn slecht twee van deze bij naam gekend: Louis Beaubrun (?-1627) en Justus Sustermans (1597-1681). Deze laatste zal later de hofportrettist van de Medici’s in Florence worden en Pourbus’ stijl verderzetten.
Pourbus wordt er ook verliefd, op Elisabeth Francken, dochter van Hiëronymus Francken, en samen krijgen ze een dochter, Elisabeth Pourbus (1614-?). Toch zouden ze nooit huwen.
De taken die Pourbus krijgt als hofportrettist zijn niet heel anders dan die aan het hof van Mantua. In de eerste plaats moet hij de koninklijke familie vereeuwigen. Hij is van cruciaal belang, omdat hij reeksen moet maken van Maria’s kinderen, die stillaan hun rol dienen te vervullen op de huwelijksmarkt. Ook ontstaat er een iconografie van Maria zelf, die zich steeds laat afbeelden als weduwe en zo haar functie als koningin-moeder propagandeert. Hij maakt portretten voor de Galerie des Rois in het Louvre (verwoest na een brand in 1661) en zorgt voor de decoratie van het Parijse stadhuis.
Zijn stijl wordt almaar barokker, met meer beweging, meer uitwerking van de ruimte en van de kledij. Maar de gezichten, en dan vooral de blikken blijven dezelfde intensiteit behouden als in zijn vroegste werken. De figuren kijken de toeschouwer indringend aan, toch blijven ze de nodige afstand bewaren door de zweem van melancholie in hun ogen die hen verinnerlijkt.
Frans Pourbus de Jongere stierf op 9 februari 1622 te Parijs, op ongeveer 53-jarige leeftijd.

## Galerij

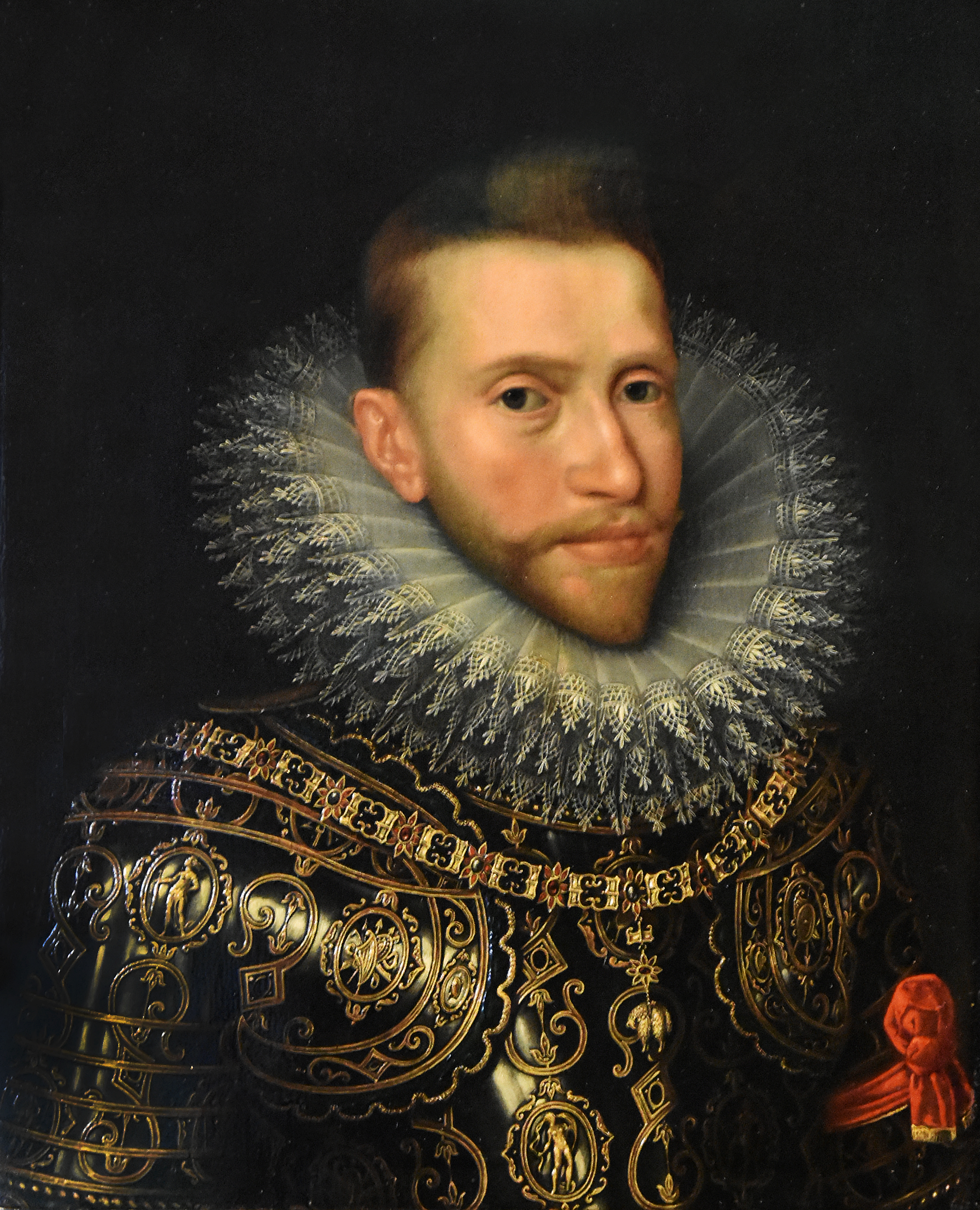
Albrecht van Oostenrijk - atelier van Frans Pourbus (II) - Noordbrabants Museum
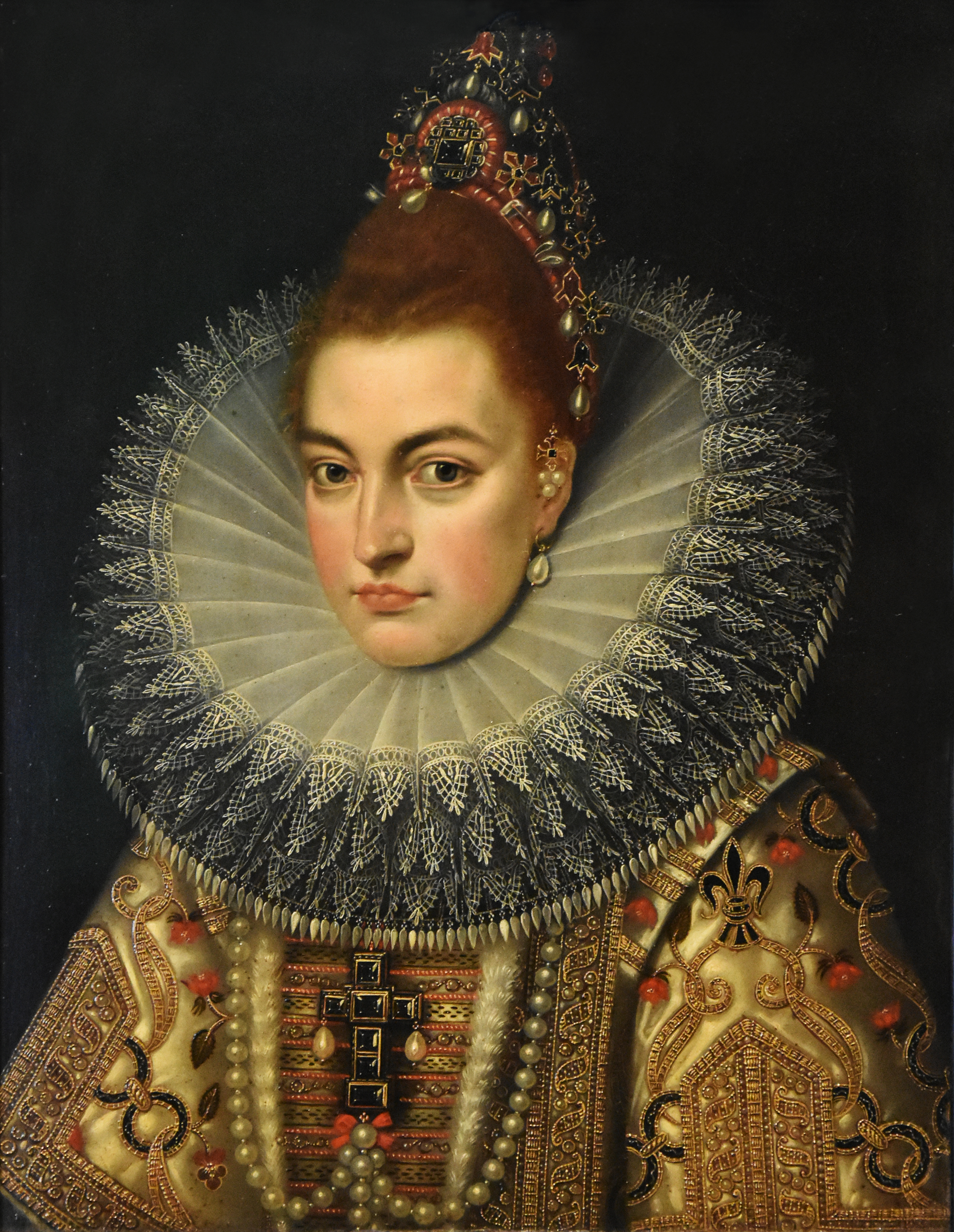
Isabella van Spanje - atelier van Frans Pourbus (II) - Noordbrabants Museum
Filips III van Spanje, 1599-1601, uit de collectie van The Phoebus Foundation
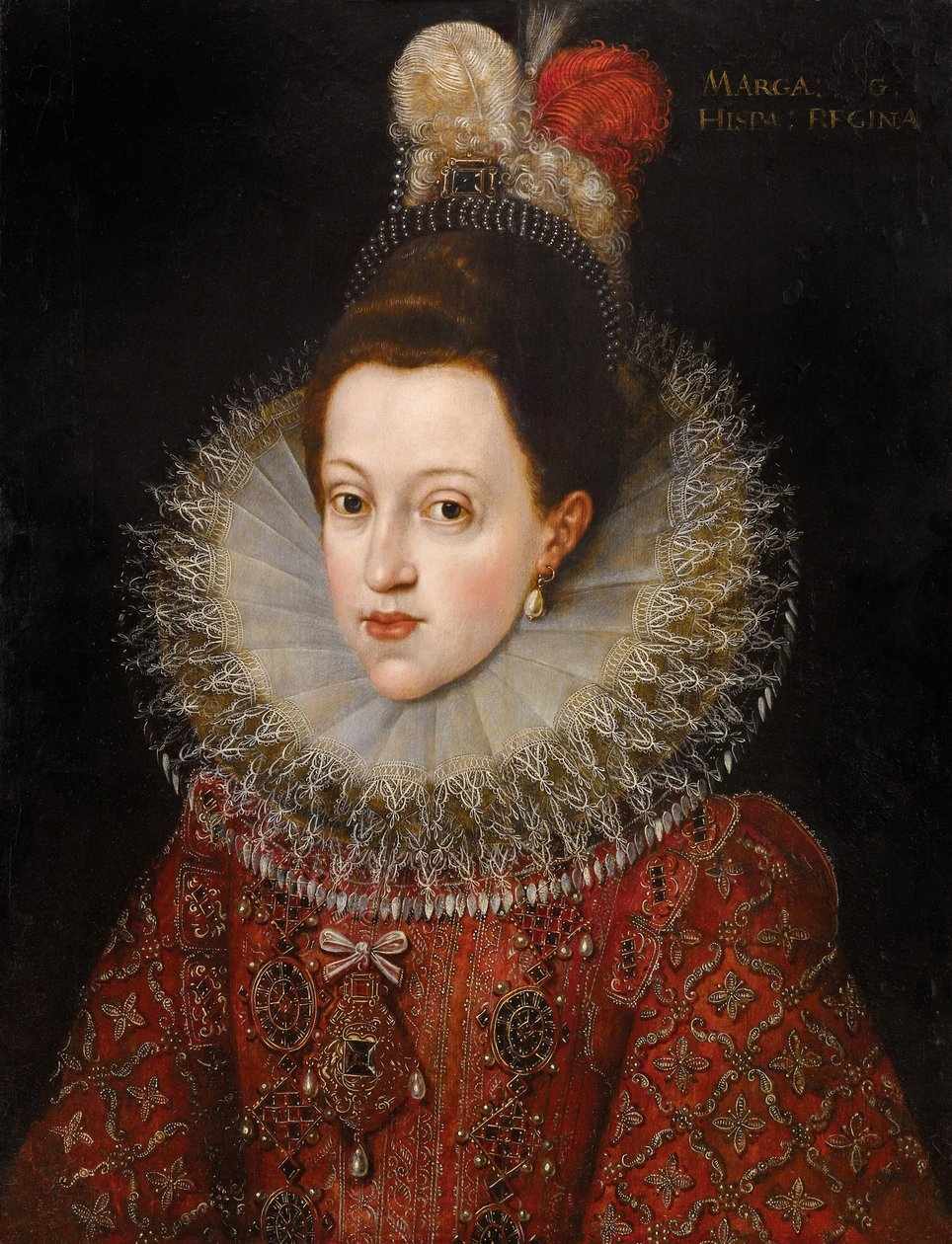
Margaretha van Oostenrijk, 1599-1601, uit de collectie van The Phoebus Foundation
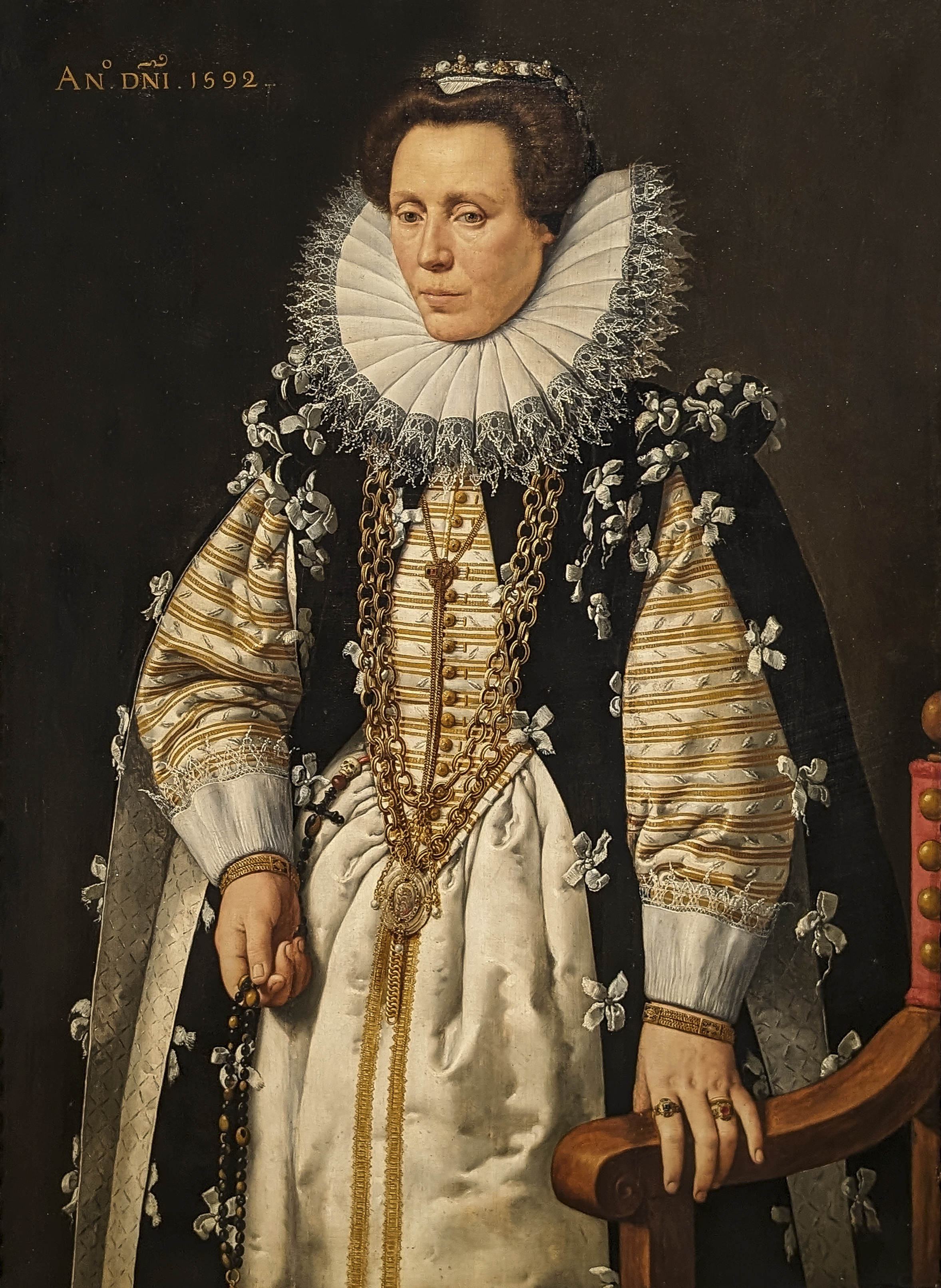
Portret van de echtgenote van Nicolas de Hellincx (1592) in de National Gallery of Ireland

## Beknopte bibliografie
- Burchard, Ludwig, “Pourbus, Frans d. J.”, Allgemeines lexikon der bildenden Kunstler, XXVII, Thieme-Becker, Leipzig, 1933: 314-319.
- De Mayer, Marcel, Albrecht en Isabella en de schilderkunst: bijdrage tot de geschiedenis van de 17e-eeuwse schilderkunst in de Zuidelijke-Nederlanden, Verhandelingen van de Koninklijke Vlaamse Academie voor wetenschappen, letteren en schone kunsten van België, klasse der schone kunsten, uitg. Paleis der Academiën, 9, Brussel, 1955.
- Huvenne, Paul, Pieter Pourbus, meester-schilder 1524-1584, Brugge, 1984.
- Kervyn de Volkaersbeke, Philippe Augustin Chrétien, Les Pourbus, Gent, 1870.
- Van de Velde, Carl, "Nieuwe gegevens en inzichten over het werk van Frans Pourbus de Oudere", Gentse Bijdragen tot de Kunstgeschiedenis, XXV (1979-1980): 124-157.

- Biblioteca Nacional de España: XX1521673
- Bibliothèque nationale de France: cb12265782b (data)
- Biografisch Portaal: 02395816
- Digitale Bibliotheek voor de Nederlandse Letteren: pour004
- Gemeinsame Normdatei: 123076439
- International Standard Name Identifier: 0000 0001 2102 240X
- KulturNav: 35e5ac20-7624-47b7-82e7-59ac33e1388b
- Library of Congress Control Number: nr2001000553
- Nederlandse Thesaurus van Auteursnamen: 339358491
- Réseau des bibliothèques de Suisse occidentale: 02-A020224914
- RKD-Nederlands Instituut voor Kunstgeschiedenis: 64550
- SNAC: w66411nc
- Système universitaire de documentation: 129022799
- Union List of Artist Names: 500008791
- Virtual International Authority File: 71448970
- WorldCat: E39PBJyGWd7b99cMMDkDT4PWjC